# Granatnik M129
M129 – amerykański granatnik automatyczny używany jako broń lotnicza skonstruowany w 1963 roku. Udoskonalona wersja granatnika M75. Wchodził w skład systemów uzbrojenia M28A2 i M28A3 (instalowany na AH-1G i AH-1S), oraz XM8 (na śmigłowcu OH-6A, zamiennie z km M134). Wyprodukowano ok. 1700 granatników M129.
M129 był bronią automatyczną, napędową. Automatykę napędzał za pomocą wałka giętkiego silnik elektryczny. Silnik napędzał koło zębate obracające umieszczony koncentrycznie naokoło lufy bęben sterujący, Na obwodzie bębna znajdowała się krzywka współpracująca z występem lufy. Obrót bębna powodował przesunięcie lufy do przodu, przesunięcie taśmy o jeden nabój, a następnie cofnięcie lufy która nasuwała się na podany nabój. Potem następował strzał i cykl się powtarzał. Łuski i zużyte ogniwa taśmy były wypychane z broni przez kolejny podawany nabój. Granatnik był zasilany przy pomocy taśmy M16 amunicją 40 × 53 mm.